# Engelbert Hilbich
Engelbert Hilbich (* 18. Februar 1923 in Königshütte; † 14. April 2011 in Landshut) war ein deutscher Maler und Grafiker.

## Leben und Werk

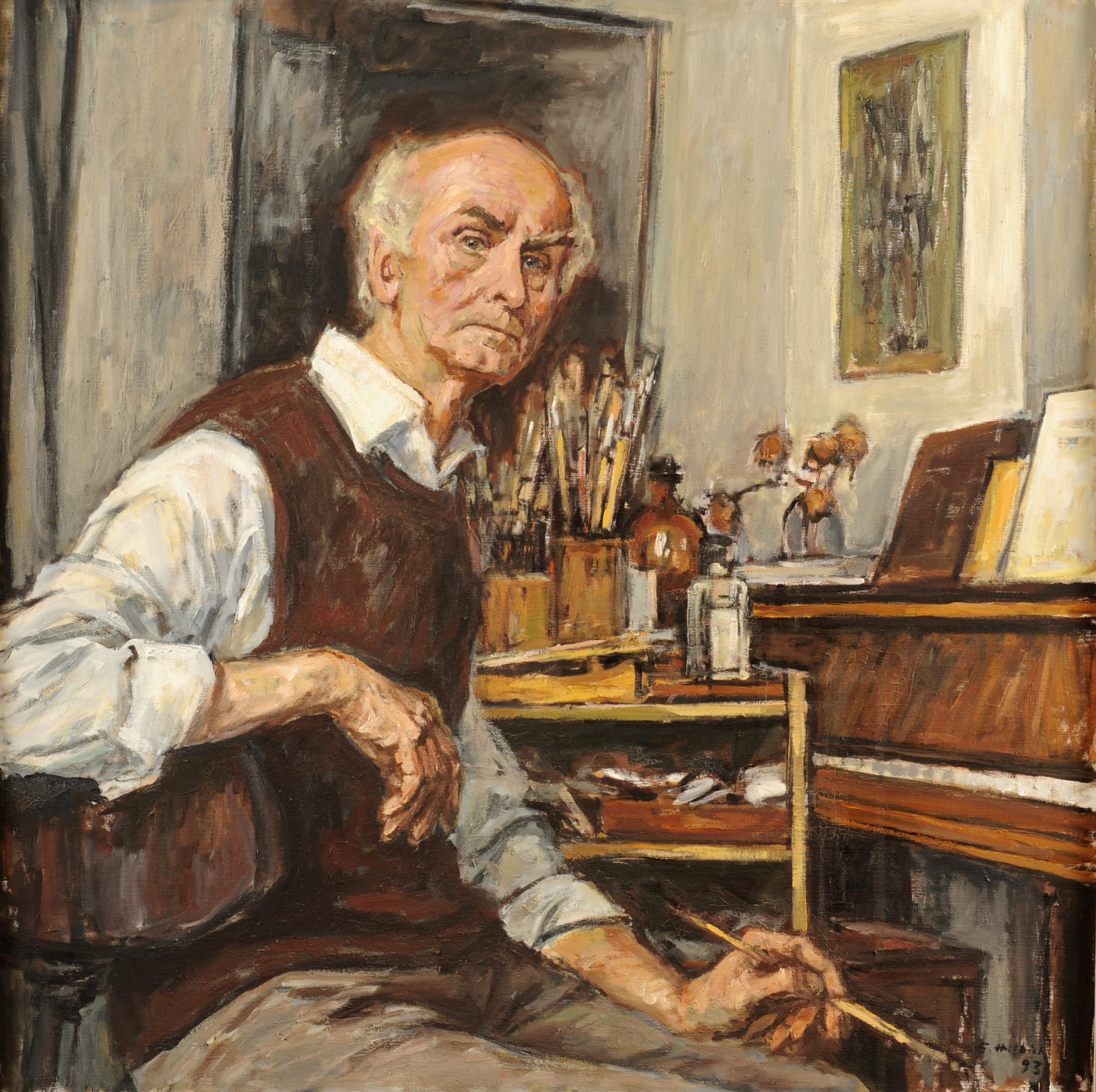
Selbstporträt von Engelbert Hilbich, 1993

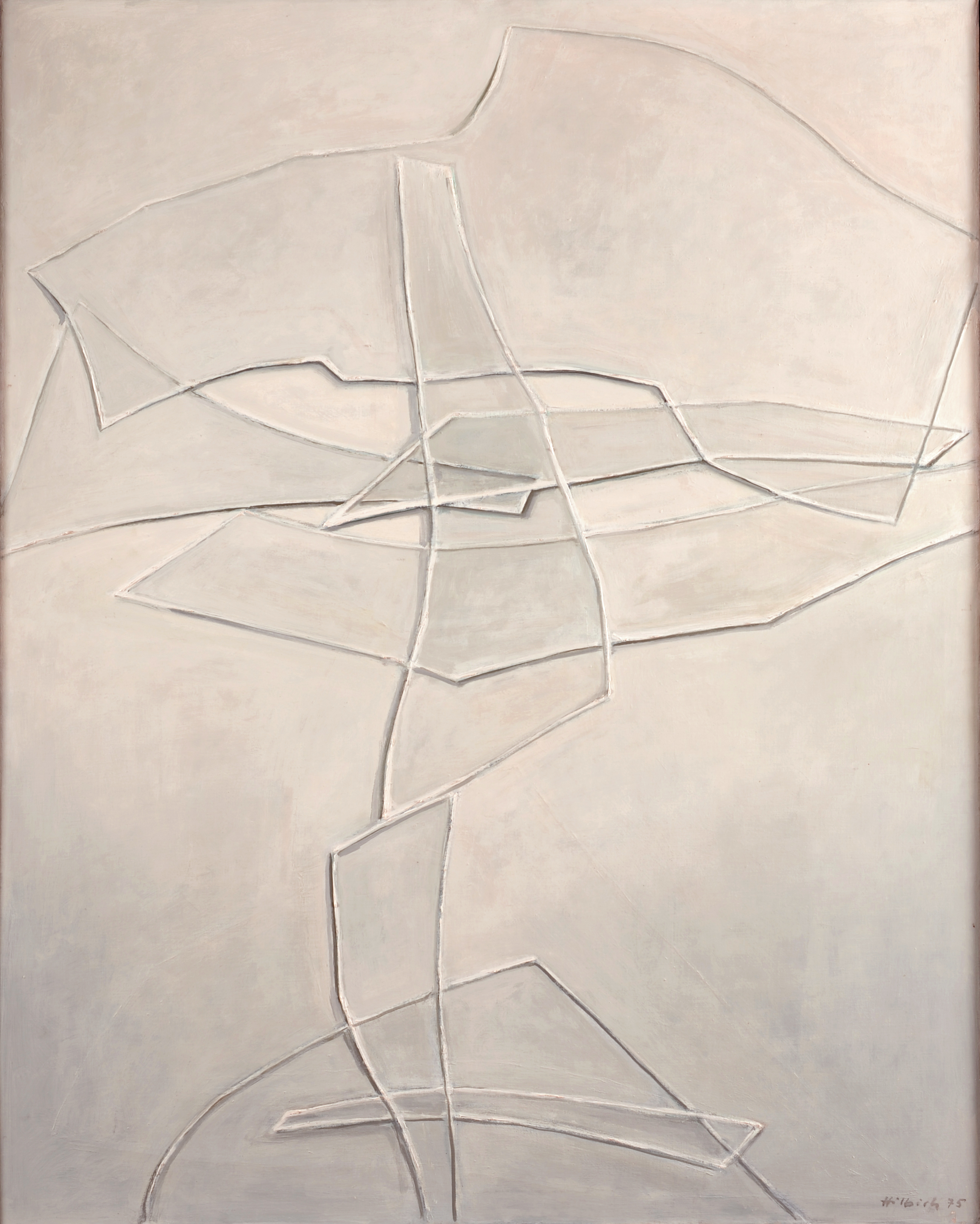
Engelbert Hilbich – "Scherbenkreuz" – 1975

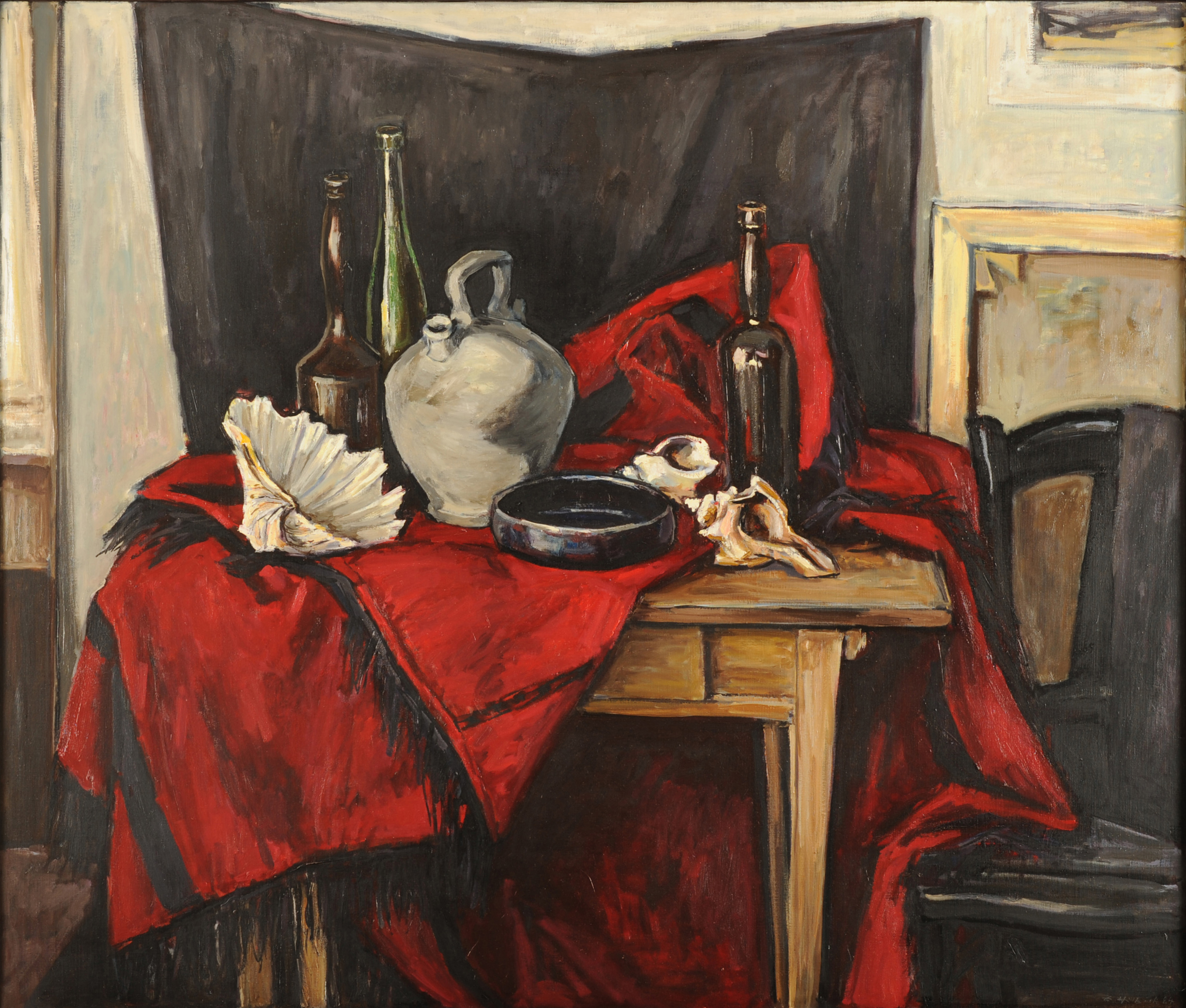
Engelbert Hilbich – Stillleben – 1984

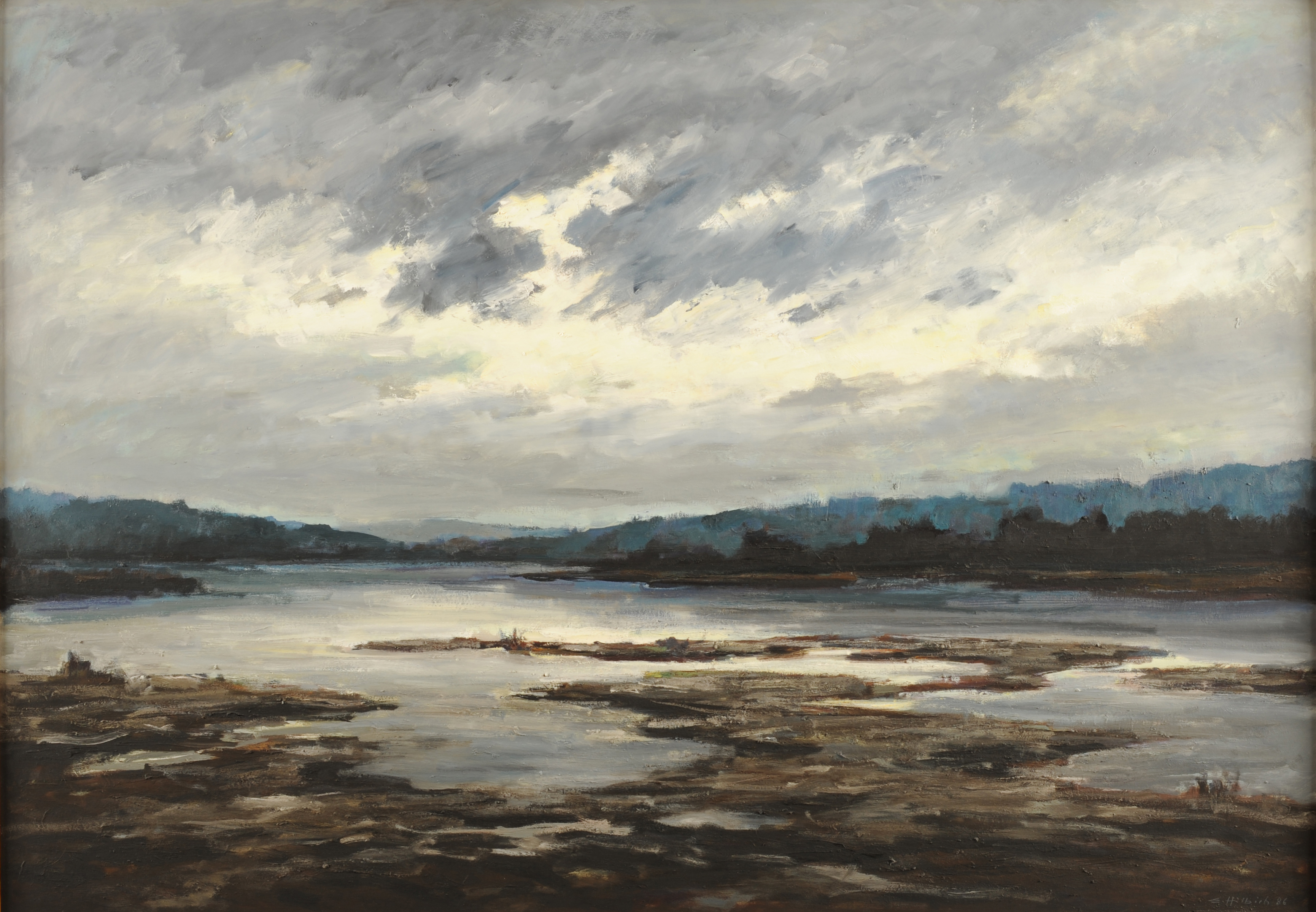
Engelbert Hilbich – "Isarlandschaft" – 1986

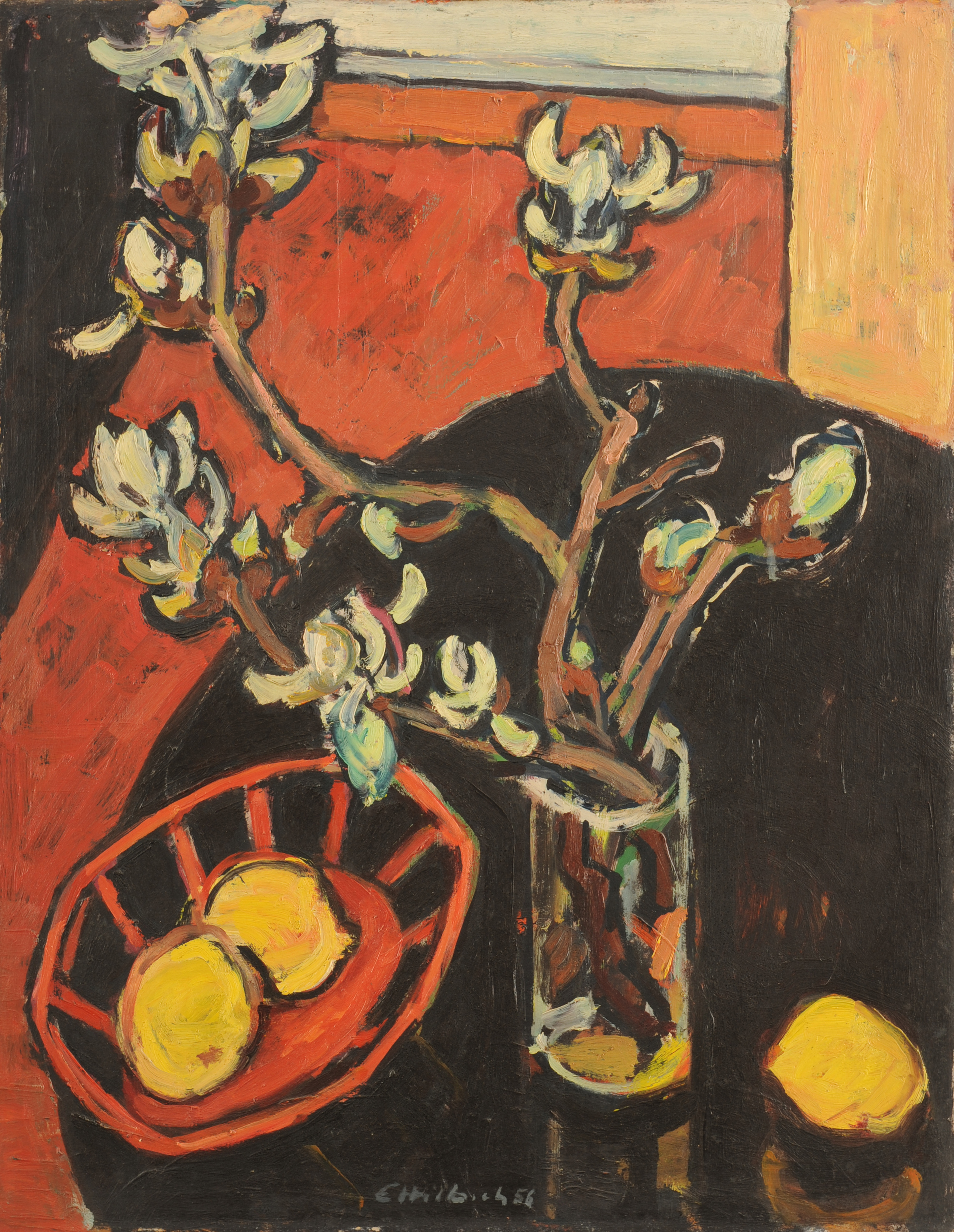
Engelbert Hilbich – Stillleben – 1956

Engelbert Hilbich besuchte das polnische, später das deutsche Gymnasium in Königshütte. Bereits 1937 bekam der 14-Jährige privaten Mal- und Zeichenunterricht bei dem Maler und Grafiker Fritz August Bimler. Es folgten ab 1939 erste Aufträge für Altarbilder in der Kirche von Bismarckhütte (Chorzów Batory) und in verschiedenen Kirchen von Königshütte. Sein Musikstudium bei Fritz Lubrich an der Landesmusikschule Kattowitz wurde durch die Einberufung zum Kriegsdienst unterbrochen, erst 1954 legte Hilbich die Kirchenmusikprüfung als Organist und Chorleiter bei Heinrich Wismeyer an der Organistenschule der Erzdiözese München-Freising ab.
Die Entlassung aus der Kriegsgefangenschaft brachte ihn 1945 zunächst nach Pfeffenhausen/Niederbayern, wo er als freiberuflicher Maler arbeitete. 1948 heiratete er die Musikstudentin Irmgard Zunhammer, aus der Ehe gingen drei Kinder hervor. In den folgenden Jahren übernahm er neben seiner intensiven künstlerischen Arbeit in seinem Landshuter Atelier verschiedene Lehrtätigkeiten als Privatlehrer und als Kunsterzieher, 1952 am Gymnasium Rohr, 1972–1989 an der Fachakademie für Sozialpädagogik Seligenthal in Landshut. Nebenamtlich wirkte er als Chorregent in der Landshuter Stadtpfarrei St. Margeret und von 1977 bis 1987 als Organist in St. Martin in Landshut. 1959–1965 studierte Hilbich an der Akademie der Bildenden Künste München Malerei und Grafik bei Franz Nagel. Bis 1992 war er Mitglied im Berufsverband Bildender Künstler Bundesverband Bildender Künstlerinnen und Künstler (BBK), im Landshuter KunstKreis und in der Künstlergemeinschaft Wasserburg am Inn, an deren Jahresausstellungen er sich regelmäßig beteiligte.
Das umfangreiche Werk Hilbichs umfasst vor allem Porträts,   Landschaften und Stillleben. In unzähligen Varianten seiner kargen Landschaften und seiner Stillleben, arrangiert aus Pflanzenteilen, Muscheln, Tierschädeln, Gefäßen und anderen Fundstücken, untersucht er die innewohnende Struktur und die Stimmung, das hinter der Oberfläche verborgene Ordnungsgefüge und seine Gesetzmäßigkeiten, Licht, Schatten und Spiegelung.
Unter den Porträts finden sich zahlreiche Auftragsarbeiten von bekannten Persönlichkeiten. Mit einem Porträt seiner Frau gewann er 1950 den 1. Preis des Porträtwettbewerbs des Bundesverbandes Bildender Künstler in Regensburg.

## Öffentliche Aufträge und Porträtaufträge (Auswahl)
- 1949: Bischof Joseph Schröffer, Eichstätt
- 1954: Prof. Dr. Joseph Haas, Präsident der Musikakademie München
- 1954: Gabriele Münter (unvollendet durch Krankheit und Tod Münters)
- 1964: Ludwig Hopfner, Regierungspräsident von Niederbayern a. D.
- 1967: Dr. Franz Meyers, Ministerpräsident von Nordrhein-Westfalen
- 1978: Wandrelief für die neue Rettungszentrale des Roten Kreuzes in Landshut
- 1985: Josef Deimer, Oberbürgermeister der Stadt Landshut
- 1985: Dr. Gottfried Schmid, Regierungspräsident von Niederbayern
- 1988: Dr. Herbert Zeitler, Regierungspräsident von Niederbayern
- 2004: SR. Columna Baumgartner, Äbtissin des Klosters Seligenthal, Landshut

## Ausstellungen / Auswahl
Einzelausstellungen
- 1967: Haus der Begegnung, München
- 1968: Staatliche Realschule, Landshut
- 1974: Kötztinger Kunstausstellung
- 1974: Galerie Stöcker, Straubing
- 1975: Sparkasse Landshut
- 1981: Rathaus-Galerie und La Cave, Landshut
- 1986: Galerie für Raumkunst, München
- 1988: Rathaus-Galerie, Landshut
- 2002: Retrospektive. Malerei und Grafik. Rathauskeller Landshut
- 2010: Einrichtungshaus Thalmeier, Dorfen/Oberbayern
- 2011: "Schläft ein Lied...", Gedächtnisausstellung, Große Rathaus-Galerie, Landshut
- 2012: "E. Hilbich – Bilder aus seiner Zeit in Pfeffenhausen 1945-1972", Raucheneckersaal, Pfeffenhausen
- 2016: "Engelbert Hilbich – 1923–2011", Stadtresidenz Landshut, Museen der Stadt Landshut

Gruppenausstellungen
- 1947: "Zeitgenössische Kunst", Neue Sammlung, München
- 1948: Städtische Galerie, München
- 1959: "Kunst des XX. Jahrhunderts in Landshuter Besitz", Residenz, Landshut
- 1965: "Ausstellung junger Künstler der Akademie", Haus der Kunst, München
- 1974: "Der Osten", Gesellschaft für Literatur und Kunst, Recklinghausen
- 1979: "Große Kunstausstellung", Haus der Kunst, München
- 1981: "Künstler aus Oberschlesien", Gürzenich, Köln
- 1982–1984: "Große Kunstausstellung", Haus der Kunst, München
- 1983: "Die Isar", Rathaushalle, München
- 1989: Kunst- und Gewerbehaus, Regensburg
- 1989: "Bayerns Landschaften heute", Galerie der Bayerischen Landesbank, München
- 2010: "40 Jahre Kunstverein Landshut – 1970–2010", Große Rathaus-Galerie, Landshut

## Publikationen
- Katalog anläßlich der Ausstellung in der Rathausgalerie Landshut, 1981
- Katalog anläßlich der Ausstellung in der Rathausgalerie Landshut, 1988
- Engelbert Hilbich 1923–2011, Schriften der Museen der Stadt Landshut 36, Hrsg. Franz Niehoff, 2016
- Bildende Kunst in Seligenthal, Hrsg. Gymnasium Seligenthal, Ursula Weger, 2021